# 중흥건설
중흥건설은 대한민국 광주광역시에 본사를 두고 있는 건설 기업이다. 2022년 기준 재계서열 20위로 대한민국의 대기업 기업집단으로 지정되어 있다. 또한 아파트 브랜드로는 중흥 S-클래스이다.

## 역사
1989년, 정창선 회장은 중흥건설을 설립하였다. 광주 전남을 중심으로 성장하여 이후 2000년대 들어 중흥S클래스 아파트 브랜드로 세종시와 수도권 택지지구에 아파트를 분양하였다. 중흥그룹은 37개 계열사를 지닌 그룹이며 중흥건설은 그룹의 일원이다.
2021년, 대우건설을 인수하였다.

## 계열사
- 중흥주택㈜
- 대우건설
- 중흥토건㈜
- ㈜중흥건설산업, 중흥에스클래스, 순천에코밸리, 중흥산업개발, 중흥개발, 중봉건설, 중봉산업개발, 세흥산업개발, 다원개발, 새솔건설, 세종이엔지, 나주관광개발, 세종건설산업, 세종중흥건설, 청원건설산업, 최강병영, 영담, 남도일보, 브레인시티프로젝트금융투자, 에스엠개발산업, 세흥건설, 선월하이파크밸리, 새빛개발, 중흥하나제2호위탁관리부동산투자, 에스개발, 에스투엘레바, 헤럴드, 헤럴드에듀, 부산글로벌빌리지, 바이오타, 헤럴드아트데이, 헤럴드팝

## 내용주
1. ↑  상법 상 본점 주소: 전라남도 나주시 남평읍 나주호로 442-129 (우산리)